# Motins nas Fiji em 2000
Motins nas Fiji em 2000 são dois motins militares que ocorreram em conexão com o golpe de Estado civil em 2000 ocorrido nas Fiji, o primeiro enquanto a rebelião instigada por George Speight estava em andamento e o segundo quatro meses depois de ter terminado.

## Motim no Quartel de Sukunaivalu (7 de julho de 2000)
Em 7 de julho de 2000, soldados rebeldes que apoiavam George Speight invadiram o quartel de Sukunaivalu em Labasa, a maior cidade da ilha de Vanua Levu, no norte. Além de tomar o quartel, esses soldados amotinados assediaram cidadãos comuns indo-fijianos de Labasa, sequestrando passageiros de ônibus, saqueando casas e confiscando colheitas. Mulheres indo-fijianas também foram estupradas.
O primeiro-ministro deposto Mahendra Chaudhry, um indo-fijiano, condenou vários empresários, também indo-fijianos, como "traidores de seu povo" por terem financiado e alimentado os amotinados em uma rebelião ostensivamente destinada a promover interesses políticos nacionalistas dos fijianos autóctones. Chaudhry fez essas alegações em documentos judiciais, bem como no site de seu partido.

## Motim no Quartel Queen Elizabeth (2 de novembro de 2000)
O segundo motim, que ocorreu em 2 de novembro de 2000 no Quartel Queen Elizabeth de Suva, foi liderado pelo capitão Shane Stevens. Deixou quatro mortos. Após a tentativa fracassada de depor o Comandante Militar, Comodoro Frank Bainimarama, quatro dos rebeldes foram espancados até a morte por soldados leais. Um total de 42 soldados da Unidade de Guerra Contrarrevolucionária foram posteriormente condenados por envolvimento no motim.

### Corte marcial
Em 16 de agosto de 2005, o Tribunal de Apelação das Fiji proferiu uma decisão histórica, ordenando um novo julgamento de 20 soldados da Unidade de Guerra Contrarrevolucionária que haviam sido condenados em uma corte marcial por participar do golpe de 2000 e em um motim subsequente em novembro de 2000, e sentenciados a penas de prisão de três a seis anos. Vários tecnicismos legais resultaram em diversos adiamentos no novo julgamento da corte marcial desde a nomeação do painel da corte marcial, sob o juiz advogado Graeme Leung, em 5 de outubro.